# Anonymus
Anonymus är ett släkte av plattmaskar. Anonymus ingår i familjen Anonymidae.
Anonymus är enda släktet i familjen Anonymidae.
Kladogram enligt Catalogue of Life:
| Anonymus | \| \| Anonymus kaikourensis \| \| \| \| \| \| Anonymus multivirilis \| \| \| \| |
|          | \| \| Anonymus kaikourensis \| \| \| \| \| \| Anonymus multivirilis \| \| \| \| |
|          | Anonymus kaikourensis                                                           |
|          |                                                                                 |
|          | Anonymus multivirilis                                                           |
|          |                                                                                 |